# Тауш (приток Тапа)
Тауш — река в России, протекает по Юргинскому району Тюменской области. Устье реки находится в 142 км по левому берегу реки Тап. Длина реки составляет 31 км.
Система водного объекта: Тап → Тобол → Иртыш → Обь → Карское море.

## Данные водного реестра
По данным государственного водного реестра России относится к Иртышскому бассейновому округу, водохозяйственный участок реки — Тобол от впадения реки Исеть и до устья, без рек Тура, Тавда, речной подбассейн реки — Тобол. Речной бассейн реки — Иртыш.
Код объекта в государственном водном реестре — 14010502612111200004339.